# Breckerfeld
Breckerfeld is een stad in de Duitse deelstaat Noordrijn-Westfalen gelegen in het noordwesten van het Sauerland, behorend tot de Ennepe-Ruhr Kreis. Deze gemeente in het zuidoosten van het Ruhrgebied telt 8.912 inwoners (31 december 2020) op een oppervlakte van 58,68 km².
De plaats werd voor het eerst vermeld in 1184 en kreeg stadsrecht in 1396. In de vijftiende eeuw werd Breckerfeld een Hanzestad. Sinds 2012 mag de plaats officieel deze titel voeren.
Naburige steden zijn onder andere Ennepetal, Gevelsberg, Schalksmühle, Halver, Radevormwald.

## Overleden
- Siert Bruins (1921-2015), Nederlands oorlogsmisdadiger

## Afbeeldingen

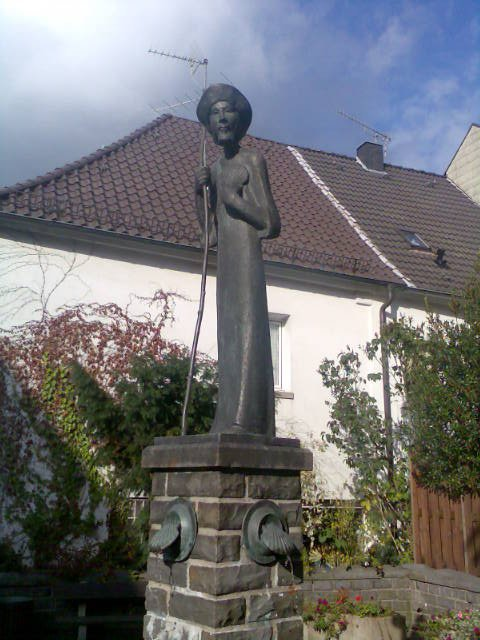
Jakobusbrunnen
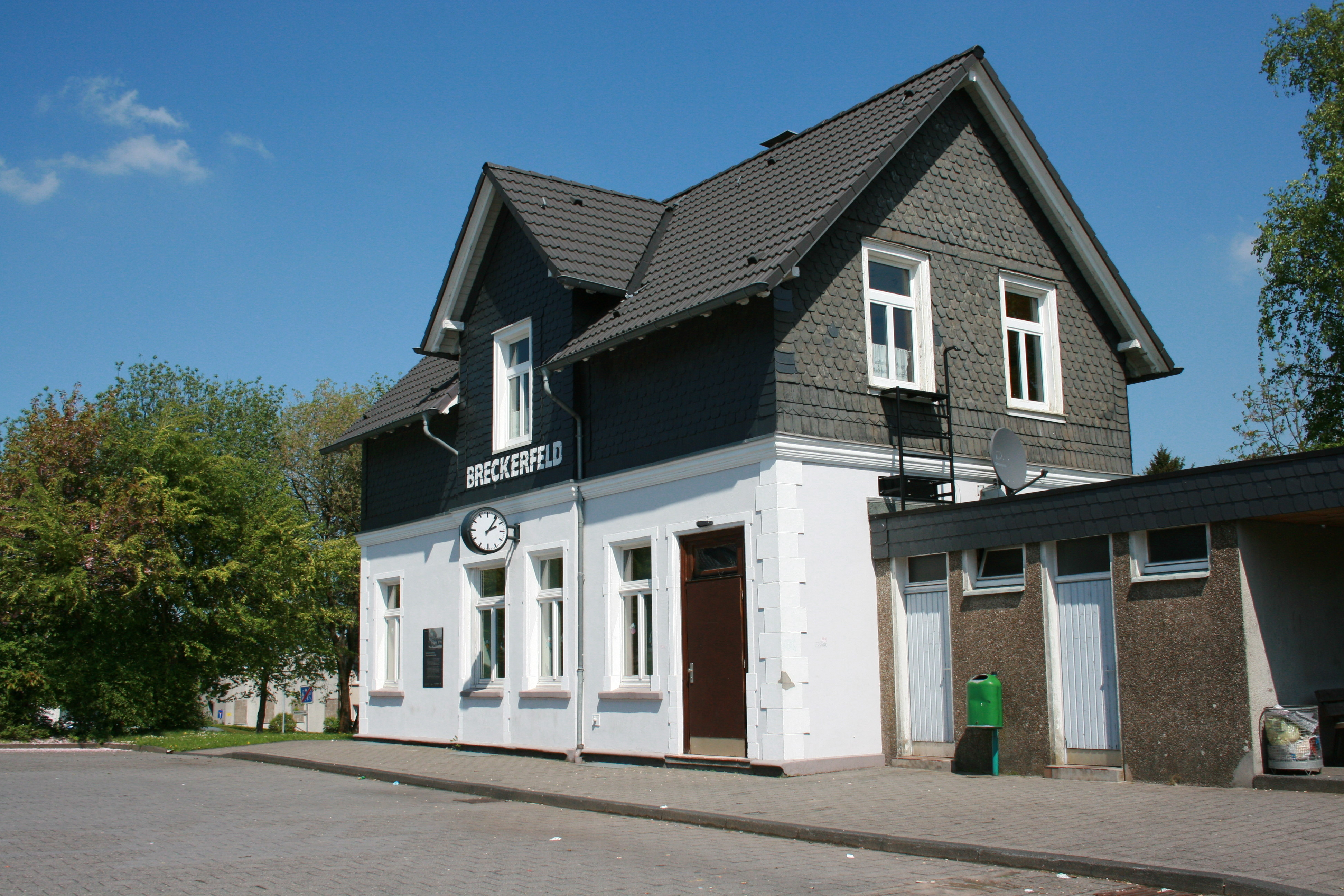
Voormalig station
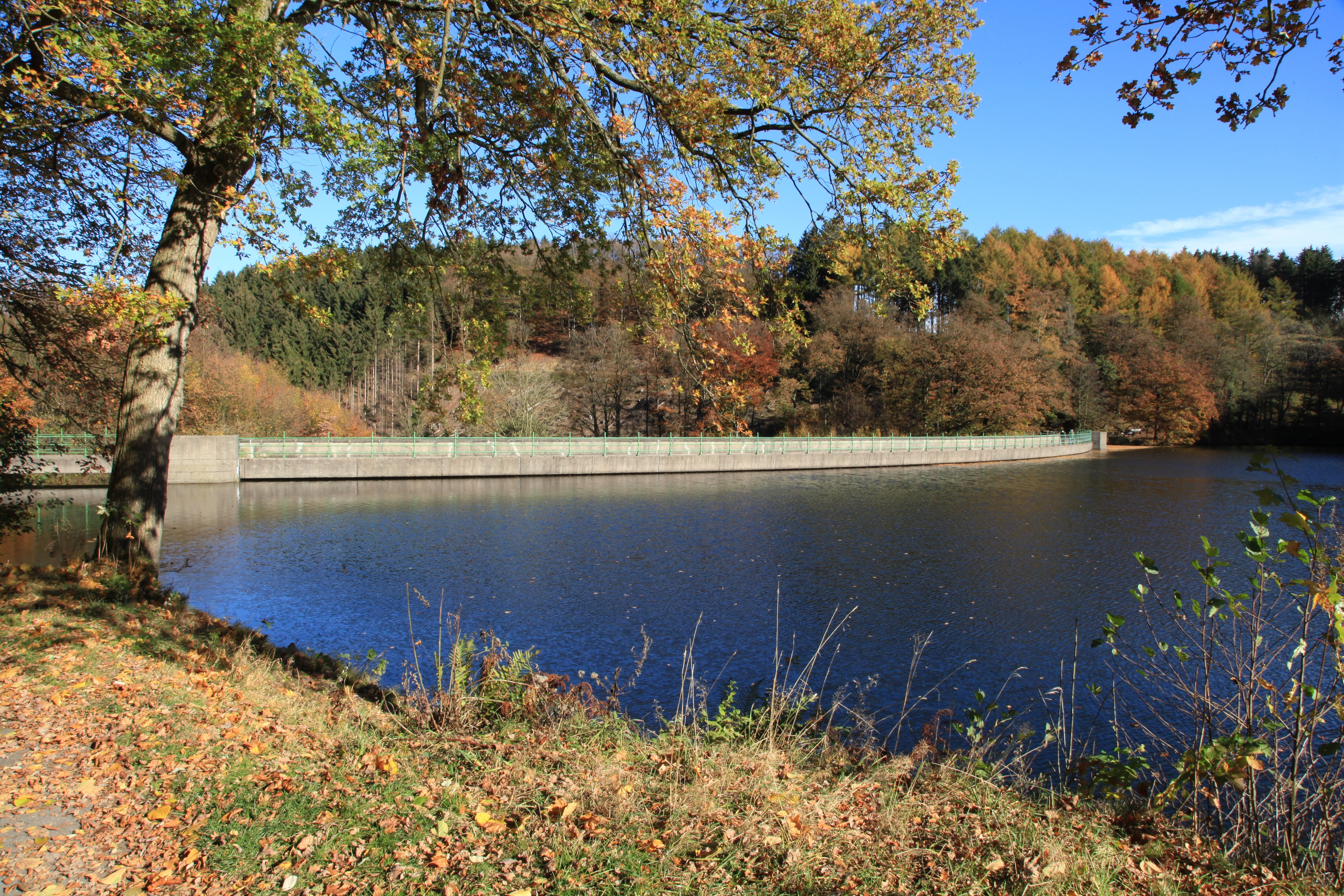
Heilenbecker Talsperre

Breckerfeld · Ennepetal · Gevelsberg · Hattingen · Herdecke · Schwelm · Sprockhövel · Wetter · Witten